# Austria’s Next Topmodel
Austria’s Next Topmodel (abgekürzt ANT oder ANTM) ist der Titel einer österreichischen Castingshow des Privatsenders Puls 4. Die Ausstrahlung in Deutschland erfolgt beim Privatsender Sixx. In Staffel neun moderiert Franziska Knuppe gemeinsam mit Sascha Lilic die Show. Die Show ist eine glokalisierte Adaption des amerikanischen Next Topmodel Konzepts. Die neunte Staffel, war die letzte und finale Staffel von Austria's Next Topmodel. Staffel 9 war auch die Jubiläumsstaffel, da das Konzept sein 10. Jähriges feiert. Die letzte Staffel gewann Taibeh Ahmadi. 

## Konzept
Ziel der Castingshow ist es, Österreichs nächstes Topmodel zu finden. Am Ende jeder Folge legt die Jury fest, welche Models in die nächste Sendung kommen. Die Jurymitglieder sind gleichzeitig die Coaches der Kandidaten und stellen ihnen verschiedene Aufgaben. Seit der sechsten Staffel können auch Männer am Wettbewerb teilnehmen.
Die Idee Austria’s Next Topmodel zu produzieren, stammt von der Senderfamilie ProSiebenSat.1 Media AG, die Puls 4 besitzt und zum damaligen Zeitpunkt auf ProSieben bereits drei Staffeln des Pendants Germany’s Next Topmodel ausgestrahlt hatte. Lena Gercke, Moderatorin und Jurymitglied von Staffel 1 bis 4, war die Siegerin der ersten Staffel von Germany’s Next Topmodel.

## Kontroverse rund um die Sendung
Noch vor dem Start der Show beschuldigte Dominik Wachta, Gründer der jährlich seit 2006 abgehaltenen landesweiten Modelwahl Österreichs Nächstes Topmodel, den Sender Puls 4, mit dem fast identischen Namen für Verwechslungsgefahr zu sorgen. Versuche, die Sendung umzubenennen, scheiterten, da der Name bereits bei dem US-amerikanischen Fernsehsender CBS lizenziert war.

## 1. Staffel
Die erste Staffel lief vom 8. Jänner bis 5. Februar 2009. Anfangs wurde jeden Donnerstag eine Folge gesendet, ab der vierten Folge wurde der Ausstrahlungszyklus auf zweimal wöchentlich, montags und donnerstags, umgestellt. Die Jury bestand neben Gercke aus Andrea Weidler, Besitzerin der Modelagentur Wiener Models, und dem aus Amsterdam stammenden Choreographen Alamande Belfor. Die Jury wurde während der Sendung durch den Visagisten Boris Entrup und Sabine Landl unterstützt. Die Gewinnerin Larissa Marolt erhielt einen Modelvertrag bei Wiener Models, kam auf das Cover des Magazins Miss und konnte bei Germany’s Next Topmodel als eine der Top-20-Finalistinnen einsteigen.

### Teilnehmerinnen
Aus insgesamt 3500 Bewerberinnen wurden 100 in der ersten Folge eingeladen und mussten sich einzeln der Jury präsentieren. Von ihnen schafften es zunächst 30 weiter. Nach drei Läufen mit verschiedenen Kleidungsstücken und einer Fotoaufnahme reduzierte die Jury das Teilnehmerfeld auf 10 Kandidatinnen. Diese mussten im Lauf der Staffel in verschiedenen „Challenges“ ihr Talent unter Beweis stellen. In jeder Folge fand eine Entscheidung statt, bei der in der Regel eine Kandidatin ausschied.
| Teilnehmerinnen der ersten Staffel *                      | Teilnehmerinnen der ersten Staffel * | Teilnehmerinnen der ersten Staffel * | Teilnehmerinnen der ersten Staffel *    | Teilnehmerinnen der ersten Staffel * | Teilnehmerinnen der ersten Staffel * | Teilnehmerinnen der ersten Staffel *   |
| Teilnehmerin                                              | Platz                                | Alter                                | Wohnort                                 | Größe                                | Maße                                 | Beruf                                  |
| --------------------------------------------------------- | ------------------------------------ | ------------------------------------ | --------------------------------------- | ------------------------------------ | ------------------------------------ | -------------------------------------- |
| Larissa Marolt                                            | 01                                   | 16                                   | Sankt Kanzian am Klopeiner See, Kärnten | 175 cm                               | 85-63-84                             | Schülerin                              |
| Victoria Hooper                                           | 02                                   | 16                                   | Wien                                    | 174 cm                               | 81-62-90                             | Schülerin                              |
| Tamara Puljarevic                                         | 03                                   | 18                                   | Wien                                    | 173 cm                               | 84-62-89                             | BWL-Studentin                          |
| Constanzia Delort-Laval                                   | 04                                   | 16                                   | Wien                                    | 173 cm                               | 84-64-91                             | Schülerin                              |
| Kim Sade-Tiroch                                           | 05                                   | 17                                   | Baden, Niederösterreich                 | 180 cm                               | 85-62-89                             | Schülerin                              |
| Julia Mähder                                              | 06                                   | 20                                   | Wien                                    | 177 cm                               | 85-67-92                             | Studentin der Ernährungswissenschaften |
| Christiane Pliem                                          | 07                                   | 17                                   | Bad Mitterndorf, Steiermark             | 173 cm                               | 84-62-89                             | Schülerin                              |
| Kordula Stöckl                                            | 07                                   | 21                                   | Tirol (Tirol)                           | 177 cm                               | 90-64-92                             | Werbegrafikerin                        |
| Birgit Königstorfer                                       | 09                                   | 22                                   | Linz, Oberösterreich                    | 173 cm                               | 86-62-88                             | arbeitssuchend                         |
| Piroschka Khyo                                            | 10                                   | 16                                   | Wiener Neustadt, Niederösterreich       | 178 cm                               | 86-62-90                             | Schülerin                              |
| * Stand der Angaben zu den Teilnehmerinnen: Staffelbeginn |                                      |                                      |                                         |                                      |                                      |                                        |

### Resonanz
Die erste Sendung konnte 213.000 Zuschauer (Marktanteil 13,1 % im Alter zwischen 12 und 49) verzeichnen und lag damit über der Zuseherzahl der in Österreich auf ProSieben Austria gesendeten ersten Staffel von Germany’s Next Topmodel. Die zweite Folge sank auf 168.000 Zuseher (12,4 %), war damit aber an diesem Tag die meistgesehene Sendung im Hauptabendprogramm des österreichischen Privatfernsehens.

### Die Model WG
Um den Erfolg von Austria’s Next Topmodel zu prolongieren, wurde Die Model WG konzipiert, in der sechs der ausgeschiedenen Kandidatinnen unter Anleitung von Andrea Weidler um weitere Aufträge und eine Wohnung in New York kämpften. Die Sendung wurde zwischen Mai und Juli 2009 auf Puls 4 ausgestrahlt. Siegerin wurde Kordula.

## 2. Staffel
Die zweite Staffel „Austria’s Next Topmodel“ wurde ab 25. November 2009 ausgestrahlt. Ein österreichweites Casting wurde von Anfang August bis Anfang September 2009 in verschiedenen Einkaufszentren durchgeführt.
Im Jahr 2010 wechselte das Format auf den Donnerstag. Die Jury bestand erneut aus Lena Gercke, Andrea Weidler und Sabine Landl, neu dabei war der Fotograf Andreas Ortner.
In der ersten Folge wurden 300 Bewerberinnen nach Schloss Hof eingeladen. Im Rahmen eines Rekordversuches zum längsten Laufsteg der Welt wurden 20 Kandidatinnen von der Jury ausgewählt. Nach einem ersten Fotoshooting wurde das Teilnehmerfeld auf 13 Kandidatinnen reduziert. Die Teilnehmerinnen zogen in eine Wohnung im Wiener Millennium Tower und reisten zu verschiedenen Castings und Aufgaben der Jury. Reiseziele waren unter anderem London, Paris und Kapstadt.
Das Finale am 4. Februar 2010 gewann Aylin Kösetürk aus Wien.
| Teilnehmerinnen der zweiten Staffel *                     | Teilnehmerinnen der zweiten Staffel * | Teilnehmerinnen der zweiten Staffel * | Teilnehmerinnen der zweiten Staffel * | Teilnehmerinnen der zweiten Staffel * | Teilnehmerinnen der zweiten Staffel * | Teilnehmerinnen der zweiten Staffel *          |
| Teilnehmerin                                              | Platz                                 | Alter                                 | Wohnort                               | Größe                                 | Maße                                  | Beruf                                          |
| --------------------------------------------------------- | ------------------------------------- | ------------------------------------- | ------------------------------------- | ------------------------------------- | ------------------------------------- | ---------------------------------------------- |
| Aylin Kösetürk                                            | 01                                    | 16                                    | Wien                                  | 173 cm                                | 86–67-90                              | Lehrling                                       |
| Sarah Unterberger                                         | 02                                    | 21                                    | Kramsach, Tirol                       | 177 cm                                | 81–60-89                              | In Gastronomie tätig                           |
| Nina Kollmann                                             | 03                                    | 18                                    | Niklasdorf, Steiermark                | 178 cm                                | 87–64-94                              | Studentin der Pädagogischen Hochschule         |
| Johanna Christine Gruber                                  | 04                                    | 18                                    | Wien                                  | 173 cm                                | 88–66-98                              | Jus-Studentin                                  |
| Lina Köberl                                               | 05                                    | 16                                    | Admont, Steiermark                    | 179 cm                                | 86–65-90                              | Schülerin                                      |
| Jennifer Kogler                                           | 06                                    | 16                                    | Ferlach, Kärnten                      | 168 cm                                | 83–63-90                              | Schülerin                                      |
| Anna Steinwendner                                         | 07                                    | 16                                    | Villach, Kärnten                      | 173 cm                                | 88–61-91                              | Schülerin                                      |
| Iris Shala                                                | 08                                    | 19                                    | Graz, Steiermark                      | 168 cm                                | 82–65-85                              | Abendschülerin                                 |
| Manuela Frey                                              | 09                                    | 18                                    | Dornbirn, Vorarlberg                  | 174 cm                                | 88–63-88                              | Lehramtsstudium der Germanistik und Geographie |
| Vanessa Hooper                                            | 09                                    | 19                                    | Wien                                  | 172 cm                                | 83–63-86                              | Tourismus-Studentin                            |
| Angelika Czapka                                           | 11                                    | 23                                    | Wien                                  | 176 cm                                | 84–63-93                              | Medizinstudentin                               |
| Lisa Schottak                                             | 12                                    | 16                                    | Pubersdorf, Kärnten                   | 180 cm                                | 82–70-93                              | Schülerin                                      |
| Julia Huber                                               | 13                                    | 24                                    | St. Valentin, Niederösterreich        | 171 cm                                | 85–62-89                              | Volksschullehrerin in Karenz                   |
| * Stand der Angaben zu den Teilnehmerinnen: Staffelbeginn |                                       |                                       |                                       |                                       |                                       |                                                |

## 3. Staffel
Ab 6. Jänner 2011 wurde die dritte Staffel der Sendung ausgestrahlt. In der Jury saßen neben Lena Gercke die Catwalk-Trainerin Elvyra Geyer sowie Mode-Designer Atil Kutoğlu. Im Laufe dieser Staffel musste eine Kandidatin wegen rassistischer Äußerungen die Sendung verlassen.
Die mediale Aufbereitung wurde von verschiedenen Medien auch dahingehend kritisiert, dass diese außerhalb des eigentlichen Showgeschehens in einem privaten Telefonat getätigte Äußerung vom Sender Puls 4 ausgestrahlt und mehrfach dazu verwendet wurde, für die Sendung Werbung zu machen. Der Vorwurf lautet, dass sich der Sender und die Show-Verantwortlichen durch die Beendigung der Teilnahme der Kandidatin zwar vordergründig von rassistischen und diskriminierenden Inhalten distanzierten, mit der Ausstrahlung der inkriminierten Äußerung selbst aber erst einen Rassismusskandal inszeniert hätten, um die Zuschauerquote zu steigern, d. h. den der Äußerung unterstellten Rassismus für kommerzielle Zwecke instrumentalisiert hätten.
Siegerin wurde am 27. Februar 2011 Lydia Obute aus Baden.
Durchschnittlich verfolgten 12,0 Prozent der 12-49-Jährigen (203.000 Zuschauer) die Sendung, in Spitzen sogar bis zu 16,3 Prozent.
| Teilnehmerinnen der dritten Staffel *                     | Teilnehmerinnen der dritten Staffel * | Teilnehmerinnen der dritten Staffel * | Teilnehmerinnen der dritten Staffel *             | Teilnehmerinnen der dritten Staffel * | Teilnehmerinnen der dritten Staffel * | Teilnehmerinnen der dritten Staffel * |
| Teilnehmerin                                              | Platz                                 | Alter                                 | Geburtsort                                        | Größe                                 | Maße                                  | Beruf                                 |
| --------------------------------------------------------- | ------------------------------------- | ------------------------------------- | ------------------------------------------------- | ------------------------------------- | ------------------------------------- | ------------------------------------- |
| Lydia Nnenna Obute                                        | 01                                    | 17                                    | Baden, Niederösterreich                           | 175 cm                                | 86–64-88                              | Schülerin                             |
| Katharina Theuermann                                      | 02                                    | 16                                    | Klagenfurt, Kärnten                               | 183 cm                                | 85–60-93                              | Schülerin                             |
| Romana Gruber                                             | 03                                    | 23                                    | Schwaz, Tirol                                     | 182 cm                                | 85–62-92                              | Studentin                             |
| Darija Gavric                                             | 04                                    | 22                                    | Travnik, Zentralbosnien (Bosnien und Herzegowina) | 180 cm                                | 90–67-90                              | Hausfrau                              |
| Julia Trummer                                             | 05                                    | 21                                    | Wien                                              | 180 cm                                | 91–58-88                              | Schülerin                             |
| Nicole Gerzabek                                           | 06                                    | 22                                    | Wien                                              | 175 cm                                | 87–63-94                              | Studentin                             |
| Valerie Heidenreich                                       | 07                                    | 18                                    | Wien                                              | 182 cm                                | 89–70-87                              | Bürokauffrau                          |
| Vanessa Alexandra Lotz                                    | 07                                    | 24                                    | Worms, Rheinland-Pfalz (Deutschland)              | 178 cm                                | 84–60-90                              | Studentin                             |
| Linda Linortner                                           | 09                                    | 25                                    | Bad Ischl, Oberösterreich                         | 173 cm                                | 83–60-89                              | Studentin                             |
| Nadine Oberleiter                                         | 10                                    | 24                                    | Feldkirch, Vorarlberg                             | 175 cm                                | 83–61-85                              | Moderatorin                           |
| Magalie Berghahn ***                                      | 11                                    | 21                                    | Linz, Oberösterreich                              | 179 cm                                | 90–60-90                              | Optikerin                             |
| Sarah Preiml                                              | 12                                    | 18                                    | Sankt Veit an der Glan, Kärnten                   | 179 cm                                | 88–60-89                              | Stylistin                             |
| Victoria Vogeler                                          | 13                                    | 26                                    | München, Bayern (Deutschland)                     | 175 cm                                | 89–61-89                              | Patentanwaltsfachangestellte          |
| Lisa Berghold **                                          | 13                                    | 16                                    | Graz, Steiermark                                  | 184 cm                                | 86–61-89                              | Bürokauffrau                          |
| * Stand der Angaben zu den Teilnehmerinnen: Staffelbeginn |                                       |                                       |                                                   |                                       |                                       |                                       |
| ** Kandidatin ist freiwillig ausgeschieden.               |                                       |                                       |                                                   |                                       |                                       |                                       |
| *** Wurde aus der Sendung ausgeschlossen.                 |                                       |                                       |                                                   |                                       |                                       |                                       |

## 4. Staffel
Die vierte Staffel startete am 12. Jänner 2012. Über 5000 Bewerberinnen stellten sich österreichweiten Castings in diversen Einkaufszentren. Neben diesen Castings gab es zusätzlich den Wettbewerb „NIKI’s next Topmodel“, bei dem Niki Lauda Yemisi Rieger als „Fly NIKI“ Model auswählte. Das Jurorenteam besteht aus Lena Gercke, Atil Kutoglu und Elvyra Geyer. Ferner nimmt ein wechselnder Gastjuror in der Sendung teil. Die Sendung wird in Anlehnung an den Namen des Senders Puls 4 als Austria’s Next Topmodel 4 vermarktet und wegen dieser 4 als Jubiläumsausgabe dargestellt. Zu diesem „Jubiläum“ veröffentlicht Bianca Schwarzjirg regelmäßig Blogeinträge auf der Puls 4-Website. Genannt wird dieser Blog Model Gossip. Das Motto dieser Staffel lautet Welcome to High Fashion. Die erste Episode startete mit 22 Kandidatinnen, von denen 16 nach einem Laufen auf der Vienna Fashion Week ins Model-Loft einzogen. Kurz nach der Ausstrahlung der Episode, in der Sabrina Rauch ausschied und somit den 13. Platz belegte, wurde diese Opfer eines schweren Verkehrsunfalls in Graz. Sie verstarb noch am Unfallort.
Das Finale mit vier Kandidatinnen wurde am 11. März 2012 ausgestrahlt, es gewann Antonia Hausmair aus Siegendorf im Burgenland.
| Teilnehmerinnen der vierten Staffel *                         | Teilnehmerinnen der vierten Staffel * | Teilnehmerinnen der vierten Staffel * | Teilnehmerinnen der vierten Staffel * | Teilnehmerinnen der vierten Staffel * | Teilnehmerinnen der vierten Staffel * | Teilnehmerinnen der vierten Staffel * |
| Teilnehmerin                                                  | Platz                                 | Alter                                 | Bundesland                            | Größe                                 | Maße                                  | Beruf                                 |
| ------------------------------------------------------------- | ------------------------------------- | ------------------------------------- | ------------------------------------- | ------------------------------------- | ------------------------------------- | ------------------------------------- |
| Antonia Hausmair                                              | 1                                     | 16                                    | Burgenland                            | 175 cm                                | 83–60-92                              | Schülerin                             |
| Gina Adamu                                                    | 2                                     | 17                                    | Niederösterreich                      | 175 cm                                | 86–61-89                              | Schülerin                             |
| Melisa Popanicic                                              | 3                                     | 16                                    | Tirol                                 | 175 cm                                | 89–63-94                              | Schülerin                             |
| Dzejlana „Lana“ Baltic                                        | 4                                     | 20                                    | Steiermark                            | 179 cm                                | 87–61-95                              | Schülerin                             |
| Bianca Ebelsberger                                            | 5                                     | 24                                    | Oberösterreich                        | 179 cm                                | 95–61-93                              | Lageristin                            |
| Nadine Trinker                                                | 5                                     | 21                                    | Kärnten                               | 183 cm                                | 89–65-93                              | Kassierin                             |
| Izabela Pop Kostic                                            | 7                                     | 20                                    | Wien                                  | 170 cm                                | 83–61-87                              | Studentin                             |
| Yemisi Rieger                                                 | 8                                     | 17                                    | Wien                                  | 177 cm                                | 92–63-92                              | Schülerin                             |
| Teodora-Madalina „Madalina“ Andreica                          | 9                                     | 17                                    | Steiermark                            | 177 cm                                | 89–62-95                              | Schülerin                             |
| Christine Riener                                              | 10                                    | 19                                    | Vorarlberg                            | 181 cm                                | 85–61-92                              | Köchin                                |
| Michaela Schopf **                                            | 11                                    | 21                                    | Salzburg                              | 172 cm                                | 92–61-93                              | Studentin                             |
| Nataša Maric                                                  | 12                                    | 16                                    | Salzburg                              | 175 cm                                | 84–63-88                              | Schülerin                             |
| Katharina Mihalovic                                           | 13                                    | 23                                    | Wien                                  | 179 cm                                | 89–59-92                              | Studentin                             |
| Sabrina Angelika Rauch †                                      | 13                                    | 21                                    | Steiermark                            | 175 cm                                | 89–60-88                              | Model                                 |
| Alina Chlebecek                                               | 15                                    | 18                                    | Niederösterreich                      | 170 cm                                | 89–63-94                              | Maturantin                            |
| Isabelle Raisa                                                | 15                                    | 16                                    | Wien                                  | 170 cm                                | 80–61-92                              | Schülerin                             |
| * Stand der Angaben zu den Teilnehmerinnen: 17. Dezember 2011 |                                       |                                       |                                       |                                       |                                       |                                       |
| ** Kandidatin ist freiwillig ausgeschieden.                   |                                       |                                       |                                       |                                       |                                       |                                       |

## 5. Staffel
Im Laufe der 4. Staffel wurden die Pläne für eine 5. Staffel bestätigt. Anmeldungen konnten bereits vor der Ausstrahlung der Finalfolge der Vorgängerstaffel abgegeben werden, die Ausstrahlung der 5. Staffel erfolgte ab 3. Jänner 2013. Diese Staffel wurde von Melanie Scheriau moderiert, während Gercke sich nach eigenen Angaben wieder verstärkt auf ihre Modelkarriere konzentrieren will. In der Jury saßen Rolf Scheider und Carmen Kreuzer. Das Finale wurde am 3. März 2013 ausgestrahlt, es gewann Greta Uszkai aus Wien.
| Teilnehmerinnen der fünften Staffel *                        | Teilnehmerinnen der fünften Staffel * | Teilnehmerinnen der fünften Staffel * | Teilnehmerinnen der fünften Staffel * | Teilnehmerinnen der fünften Staffel * | Teilnehmerinnen der fünften Staffel * | Teilnehmerinnen der fünften Staffel * |
| Teilnehmerin                                                 | Platz                                 | Alter                                 | Wohnort                               | Größe                                 | Maße                                  |                                       |
| ------------------------------------------------------------ | ------------------------------------- | ------------------------------------- | ------------------------------------- | ------------------------------------- | ------------------------------------- | ------------------------------------- |
| Greta Uszkai                                                 | 1                                     | 18                                    | Wien                                  | 178 cm                                | 83–64-93                              |                                       |
| Katrin Krinner                                               | 2                                     | 18                                    | Oberösterreich                        | 180 cm                                | 87–65-95                              |                                       |
| Aleksandra Stanković                                         | 3                                     | 19                                    | Wien                                  | 177 cm                                | 83–63-93                              |                                       |
| Stefanie Wedam                                               | 4                                     | 20                                    | Steiermark                            | 181 cm                                | 89–63-94                              |                                       |
| Charlotte Aichhorn                                           | 5                                     | 21                                    | Wien                                  | 178 cm                                | 85–61-92                              |                                       |
| Isabelle Sylvie                                              | 5                                     | 23                                    | Niederösterreich                      | 177 cm                                | 84–62-95                              |                                       |
| Vanessa-Doreen Rolke                                         | 7                                     | 26                                    | Wien                                  | 177 cm                                | 91–66-89                              |                                       |
| Luca-Mercedes Stemer                                         | 8                                     | 24                                    | Wien                                  | 182 cm                                | 91–64-93                              |                                       |
| Sabrina-Nathalie Reitz                                       | 9                                     | 22                                    | Deutschland                           | 175 cm                                | 81–61-89                              |                                       |
| Sina Lisa Petru                                              | 10                                    | 17                                    | Wien                                  | 177 cm                                | 83–61-89                              |                                       |
| Iris Mann                                                    | 11                                    | 20                                    | Kärnten                               | 178 cm                                | 86–61-93                              |                                       |
| Sabrina Kastner                                              | 12                                    | 23                                    | Wien                                  | 173 cm                                | 94–64-90                              |                                       |
| Tatjana Catic**                                              | 12                                    | 21                                    | Oberösterreich                        | 173 cm                                | 77–59-90                              |                                       |
| Nadja Sejranic                                               | 14                                    | 19                                    | Wien                                  | 174 cm                                | 82–67-92                              |                                       |
| Charlotte Rothpletz                                          | 15                                    | 23                                    | Freiburg (Schweiz)                    | 170 cm                                | 88–62-88                              |                                       |
| * Stand der Angaben zu den Teilnehmerinnen: 9. Dezember 2012 |                                       |                                       |                                       |                                       |                                       |                                       |
| ** Kandidatin ist freiwillig ausgeschieden.                  |                                       |                                       |                                       |                                       |                                       |                                       |

## 6. Staffel
Die 6. Staffel von Austria’s Next Topmodel wurde im Herbst und Winter 2014 ausgestrahlt. Jurymitglieder waren Melanie Scheriau, Papis Loveday, Michael Urban und Bianca Schwarzjirg. Das Besondere an der Staffel war, dass sich zum ersten Mal sowohl Frauen als auch Männer bewerben konnten. Die Staffel trug daher den Titel Austria’s Next Topmodel – Boys & Girls und hatte als Motto Der schönste Kampf der Geschlechter. Es war die sechste Topmodel-Version weltweit, nach America’s Next Topmodel; OBN Star Model (Bosnien und Herzegowina); Top Model Sverige (Schweden); Supermodelo (Spanien) und Vietnam’s Next Top Model, in der Kandidaten beider Geschlechter gemeinsam teilnahmen. Im Finale am 4. Dezember 2014 siegte Oliver Stummvoll. Der Sieger wurde durch Internetvoting bestimmt.
| 0Endrundenteilnehmerinnen der sechsten Staffel* | 0Endrundenteilnehmerinnen der sechsten Staffel* | 0Endrundenteilnehmerinnen der sechsten Staffel* | 0Endrundenteilnehmerinnen der sechsten Staffel* | 0Endrundenteilnehmerinnen der sechsten Staffel* | 0Endrundenteilnehmerinnen der sechsten Staffel* | 0Endrundenteilnehmerinnen der sechsten Staffel* |
| Teilnehmerin | Platz                                           | Alter                                           | Wohnort                                         | Größe                                           | Maße                                            |                                                 |
| --- | ----------------------------------------------- | ----------------------------------------------- | ----------------------------------------------- | ----------------------------------------------- | ----------------------------------------------- | ----------------------------------------------- |
| Oliver Stummvoll | 1                                               | 18                                              | Böheimkirchen                                   | 183 cm                                          | 95-73-95                                        |                                                 |
| Sanela Velagic | 2                                               | 23                                              | Innsbruck                                       | 180 cm                                          | 87-62-90                                        |                                                 |
| Manuela Kral | 3                                               | 17                                              | Magdalensberg                                   | 178 cm                                          | 82-60-90                                        |                                                 |
| Manuel Stummvoll** | 4                                               | 20                                              | Böheimkirchen                                   | 186 cm                                          | 96-50-99                                        |                                                 |
| Damir Jovanovic | 5                                               | 25                                              | Niederösterreich                                | 185 cm                                          | 98-81-95                                        |                                                 |
| Lydia Zoglmeier | 5                                               | 22                                              | Breitenau                                       | 173 cm                                          | 85-58-89                                        |                                                 |
| Christoph Tauber Romieri | 7                                               | 28                                              | St. Pölten                                      | 185 cm                                          | 95-80-95                                        |                                                 |
| Kajetan Gerharter | 8                                               | 20                                              | Ramsau am Dachstein                             | 186 cm                                          | 96-76-95                                        |                                                 |
| Sonja Plöchl*** | 9                                               | 17                                              | Freistadt                                       | 174 cm                                          | 83-59-89                                        |                                                 |
| Carina Kriechhammer | 10                                              | 23                                              | Klessheim                                       | 173 cm                                          | 85-62-93                                        |                                                 |
| Myroslaw Slawow | 10                                              | 23                                              | Wien                                            | 195 cm                                          | 86-61-85                                        |                                                 |
| Rene Neßler | 12                                              | 22                                              | Feldkirch                                       | 185 cm                                          | 95-80-94                                        |                                                 |
| Michelle Hübner | 13                                              | 22                                              | Neusiedl am See                                 | 180 cm                                          | 83-68-99                                        |                                                 |
| Mario Novak | 14                                              | 19                                              | Linz                                            | 184 cm                                          | 86-61-85                                        |                                                 |
| Michael Molterer | 15                                              | 24                                              | St. Pölten                                      | 183 cm                                          | 99-81-96                                        |                                                 |
| Sylvia Mankowska | 16                                              | 17                                              | Wien                                            | 177 cm                                          | 93-65-89                                        |                                                 |
| Anna-Maria Jurisic | 17                                              | 17                                              | Wien                                            | 178 cm                                          | 90-61-88                                        |                                                 |
| Stella Challiot | 18                                              | 18                                              | Linz                                            | 171 cm                                          | 92-64-88                                        |                                                 |
| * Stand der Angaben zu den Teilnehmerinnen: Staffelbeginn ** Kandidat war als 14. ausgeschieden und ist in Folge 8 durch Online-Voting zurückgewählt worden *** Kandidatin freiwillig ausgestiegen |                                                 |                                                 |                                                 |                                                 |                                                 |                                                 |

## 7. Staffel
Die 7. Staffel von Austria’s Next Topmodel wurde von dem 15. September 2015 bis 19. Jänner 2016 jeden Dienstag ausgestrahlt. Jurymitglieder waren wie im Vorjahr Melanie Scheriau, Papis Loveday, Michael Urban und Bianca Schwarzjirg. Wie in der 6. Staffel konnten sich sowohl Frauen als auch Männer bewerben. Die Staffel trug daher den Titel Austria’s Next Topmodel – Boys & Girls. Das Finale wurde am 19. Jänner 2016 ausgestrahlt. Der Gewinner ist Fabian Herzgsell.
| 0Endrundenteilnehmer der siebten Staffel*            | 0Endrundenteilnehmer der siebten Staffel* | 0Endrundenteilnehmer der siebten Staffel* | 0Endrundenteilnehmer der siebten Staffel* | 0Endrundenteilnehmer der siebten Staffel* | 0Endrundenteilnehmer der siebten Staffel* | 0Endrundenteilnehmer der siebten Staffel* |
| Teilnehmer                                           | Platz                                     | Alter                                     | Wohnort                                   | Größe                                     | Maße                                      |                                           |
| ---------------------------------------------------- | ----------------------------------------- | ----------------------------------------- | ----------------------------------------- | ----------------------------------------- | ----------------------------------------- | ----------------------------------------- |
| Fabian Herzgsell                                     | 1                                         | 19                                        | Salzburg                                  | 186 cm                                    | 98-81-99                                  |                                           |
| Angelina                                             | 2                                         | 22                                        | Völs                                      | 183 cm                                    | 82-60-90                                  |                                           |
| Mia                                                  | 3                                         | 22                                        | Wien                                      | 178 cm                                    | 86-60-86                                  |                                           |
| Gloria                                               | 4                                         | 19                                        | Wien                                      | 176 cm                                    | 85-61-89                                  |                                           |
| Tassilo                                              | 5                                         | 20                                        | Wien                                      | 192 cm                                    | 104-84-100                                |                                           |
| Melisa                                               | 6                                         | 24                                        | Dornbirn                                  | 174 cm                                    | 88-62-86                                  |                                           |
| Bernhard                                             | 7                                         | 19                                        | Korneuburg                                | 188 cm                                    | 96-77-100                                 |                                           |
| Maximiliano                                          | 8                                         | 20                                        | Ansfelden                                 | 188 cm                                    | 97-86-101                                 |                                           |
| Patrick                                              | 9                                         | 21                                        | Graz/Villach                              | 185 cm                                    | 100-77-99                                 |                                           |
| Katja                                                | 10                                        | 19                                        | Wien                                      | 174 cm                                    | 85-60-90                                  |                                           |
| Nicole                                               | 11                                        | 16                                        | St. Pölten                                | 173 cm                                    | 82-60-93                                  |                                           |
| Junel                                                | 12                                        | 25                                        | Innsbruck                                 | 178 cm                                    | 87-60-89                                  |                                           |
| Bianca                                               | 13                                        | 20                                        | Wien                                      | 172 cm                                    | 86-63-89                                  |                                           |
| Adrian                                               | 14                                        | 18                                        | Wien                                      | 187 cm                                    | 91-73-96                                  |                                           |
| Benedikt                                             | 15                                        | 18                                        | Mauerbach                                 | 185 cm                                    | 93-78-90                                  |                                           |
| Alexandra                                            | 16                                        | 23                                        | Hartberg                                  | 171 cm                                    | 78-64-91                                  |                                           |
| Lukas                                                | 17                                        | 20                                        | Wien                                      | 187 cm                                    | 94-79-87                                  |                                           |
| Jelena                                               | 18                                        | 17                                        | Wien                                      | 177 cm                                    | 93-61-92                                  |                                           |
| Felix                                                | 19                                        | 20                                        | Wien                                      | 186 cm                                    | 82-70-99                                  |                                           |
| Johannes                                             | 20                                        | 19                                        | Wien                                      | 188 cm                                    | 97-80-98                                  |                                           |
| * Stand der Angaben zu den Teilnehmer: Staffelbeginn |                                           |                                           |                                           |                                           |                                           |                                           |

## 8. Staffel
Nach der Übernahme von ATV durch die ProSiebenSat1PULS-Gruppe wird die achte Staffel seit 2. November 2017 auf ATV gezeigt. Als Moderatorin fungiert Eveline Hall, Teamleader sind die Modedesignerin Marina Hoermanseder und das Model Daniel Bamdad. Im Finale, das am 21. Dezember 2017 ausgestrahlt wurde, siegte der Oberösterreicher Isak Omorodion.

## 9. Staffel
Ab 8. April 2019 konnten sich Frauen für die 9. Staffel bewerben. Die Folgen wurden von 10. September 2019 bis 5. November 2019 auf Puls4 ausgestrahlt, gedreht wurde unter anderem an der Côte d’Azur. Jurymitglieder waren das Model Franziska Knuppe und Creative Director Sascha Lilic. Gewonnen hat Taibeh Ahmadi aus Wien. In der Geschichte von Austrias Next Topmodel war Josi das erste Trans-Model und Baraa das erste Model mit Hijab in einer europäischen Version der Show.
| Teilnehmerin           |    |                                        |                                  |
| ---------------------- | -- | -------------------------------------- | -------------------------------- |
| Taibeh Ahmadi          | 1  | -                                      | Gewinnerin                       |
| Julia Neumeister       | 2  | Notarfachangestellte                   | 2. Platz                         |
| Rosa Österreicher      | 2  | Schülerin                              | 2. Platz                         |
| Baraa Bolat            | 3  | Influencerin                           | Ausscheiden in Folge 9           |
| Valentina              | 4  | Schülerin                              | Ausscheiden in Folge 8           |
| Lisa                   | 5  | Schülerin                              | Ausscheiden in Folge 7           |
| Josi (Josimelonie)     | 6  | Influencerin und Partyschlagersängerin | Ausscheiden in Folge 5           |
| Verena                 | 7  | Influencerin                           | Freiwilliger Ausstieg in Folge 4 |
| Julie (Julia Chavanne) | 8  | Influencerin                           | Ausscheiden in Folge 4           |
| Tamara                 | 9  | -                                      | Freiwilliger Ausstieg in Folge 2 |
| Sophie                 | 10 | -                                      | Ausscheiden in Folge 2           |